# Сеэдер, Хелир-Валдор
Хелир-Валдор Сеэдер (эст. Helir-Valdor Seeder; род. 7 сентября 1964 года, Вильянди, Эстонская ССР, СССР) — эстонский экономист, государственный и политический деятель. Председатель партии Отечество с 13 мая 2017 года. Член Рийгикогу с 2014 года.

## Биография
Родился 7 сентября 1964 года в Вильянди. В 1979 году окончил пятую Вильяндискую среднюю школу, в 1983 году — Опорно-показательный совхоз-техникум имени Ю. А. Гагарина, в 1990 — Эстонскую сельскохозяйственную академию.
Свою трудовую деятельно начал после окончания сельхозакадемии в 1990 году. В те времена он преподавал в Вана-Выйдуском техникуме. Там он проработал до 1991 года, после чего устроился в городскую управу на должность советника по экономике. Однако надолго там не задержался и уже в 1992 году работал в мэрии Вильяндии на должности вице-мэра. Уже через год, в 1993 году, он стал мэром. С 1993 по 2003 — старейшина Вильяндиского уезда. В 2007 году был назначен на должность министра сельского хозяйства Эстонии во втором и третьем правительстве Андруса Ансипа. В этой должности он проработал до 2014 года.
Был членом Рийгикоку X (с 2005 по 2007 — председатель специальной комиссии по контролю государственного бюджета и заместитель председателя следственной комиссии по вопросу исчезновения государственного зернового резерва), XI, XII, XIII (с 2012 по 2013 — вице-спикер, с 2016 по 2017 — председатель комиссии по сельской жизни) созывов. С 2019 года — вице-спикер Рийгикогу XIV созыва.
С 2012 года член исполнительного комитета Эстонского олимпийского комитета, с 2014 — член правления Эстонского гандбольного союза — вице-президент.
13 мая 2017 года на съезде Союза Отечества и Res Publica (IRL) избран новым председателем IRL.

## Личная жизнь
Женат, имеет четырёх сыновей.

## Награды
- Орден Белой звезды Эстонии III степени (2001);
- Командор Ордена Заслуг перед Республикой Польша (2002)[3];
- Медаль Балтийской ассамблеи (2007)[2].